# Polymorphus sindensis
Polymorphus sindensis es una especie de acantocéfalo del género Polymorphus, familia Polymorphidae. Fue descrita por Khan, Ghazi y Bilqees en 2002. Se encuentra en India. Algunos autores la catalogan como incertae sedis.